# Thorelliola cyrano
Thorelliola cyrano là một loài nhện trong họ Salticidae.
Loài này thuộc chi Thorelliola. Thorelliola cyrano được Szüts & De Bakker miêu tả năm 2004.